# Рогљевске пивнице
Рогљевске пивнице се налазе у источној Србији, у атару истоименог села Рогљево, у непосредној близини Неготина.
Рогљевске пивнице као и рајачке и смедовачке једине су, од бројних целина исте намене за производњу и чување вина, грађене каменом.
Овај део Неготинске Крајине је поред Метохије и Жупе александровачке један од најпознатијих виноградарских крајева.
На коси брежуљка западно од села, на месту некадашњих, дрветом грађених, сиколских и метришких пивница чији остаци и данас постоје у јужном делу комплекса, налази се групација коју чини готово 150 пивница. Већина њих подигнуто је пре сто година мада се сматра да их је овде као и на другим местима у Крајини било од XVIII века.
Стил градње, као и култура гајења винове лозе у ове крајеве је стигла са Косова, из Велике Хоче, заједно са људима који су у највећем броју населили Неготинску Крајину.
Некада их је било више од 300, а данас их је 122, од којих се њих 40 још користи за прављење вина, док је осам пивница претворено у изложбене просторе. Већина их је изграђена између 1859. и 1890 године.